# Geamia Mestan Aga
Geamia Mestan Aga, situată în localitatea Măcin, a fost ctitorită de Hagi Berbe Ahmet și a fost construită în anul 1860, datorită creșterii numărului populației musulmane, prin așezarea în Dobrogea, în anii 1856-1859, a unor grupuri compacte de turci, pe care guvernul rusesc i-a obligat să emigreze, ca urmare a războiului Crimeii.
Clădirea, situată pe str. Granitului nr. 5 este înscrisă în Lista monumentelor istorice din județul Tulcea cu Codul LMI TL-II-m-A-06009.

## Imagine
- Geamia Mestan Aga[nefuncțională]